# Urmo Aava
Urmo Aava (Tallinn, 1979. február 2. –) észt autóversenyző, rendszeres résztvevője a rali-világbajnokságnak, jelenleg a World Rally Team Estonia versenyzője.

## Pályafutása
2003 és 2007 között a rali-világbajnokság junior kategóriájában vett részt. 2007-ben lehetőséget kapott WRC-vel való indulásra is. A 2008-as szezonban, a World Rally Team Estonia csapat tagjaként, tíz világbajnoki futamon indult. 2009-ben a Stobart–Ford alakulatávan vesz részt a világbajnokságon.

## Külső hivatkozások
- Hivatalos honlapja
- Eredményei, adatai